# Daïa
Daïa (fl. XIe siècle) est une sainte berbère algérienne. Elle est vénérée par les Mozabites de la région du M'zab, dans le centre-nord de l'Algérie. Elle aurait vécu dans une grotte (ghār) près de l'oued Mzab. Plus tard, les musulmans kharijites affluèrent dans la vallée et fondèrent la ville de Ghardaïa pour échapper aux persécutions des Fatimides du nord,.